# Banque CPH
 (août 2019).
Pour les articles homonymes, voir CPH.
La banque CPH, anciennement Crédit Professionnel du Hainaut, est une banque belge ayant son siège social à Tournai. Elle compte 28 agences en Région wallonne réparties sur tout le Hainaut ainsi qu'à Namur, Nivelles et Wavre.

## Historique
C'est le 24 octobre 1930 qu'est créée à Tournai, à l'initiative de diverses personnalités hennuyères des Classes Moyennes, l'Association du Petit Crédit Professionnel de la Province du Hainaut. Née dans la tourmente de la grande crise économique de cette époque et ne disposant que de moyens limités, l'association connaît des débuts modestes. C'est dans un petit local de la Halle aux Draps que la caisse déploie ses premières activités en s'appuyant sur l'aide de deux collaborateurs et durant ses dix premières années d'existence, la banque ne connaît qu'un faible développement.
Après la Seconde Guerre mondiale, la société prend un essor : des succursales sont ouvertes à Mons, Charleroi et La Louvière.
Le nombre de ses collaborateurs passe de cinq en 1940 à 52 personnes en 1960, nécessitant le transfert du siège social de la Grand-Place de Tournai à la place Saint-Pierre, puis à la rue de la Tête d'Or, à la rue du Château, à la rue de la Wallonie et à la rue Perdue.
Michel Tromont préside le conseil d'administration jusqu'en 2012, date à laquelle André Farber lui succède. Il occupe cette fonction jusqu'en 2016, date de son décès. La présidence est aujourd'hui assurée par Roland Gillet.
Connue par le passé comme Crédit Professionnel du Hainaut, la banque se nomme depuis 2002 Banque CPH.